# Love Me Right (chanson)
Singles de EXO
Call Me Baby
(2015) Lightsaber
(2015)
Love Me Right (coréen : 러브미롸잇 ; chinois : 漫遊宇宙) est un single du boys band sud-coréo-chinois EXO, sorti le 3 juin 2015 en coréen et en mandarin, issu de leur second album réédité du même nom. Une version japonaise de la chanson, intitulée "Love Me Right ~Romantic Universe~", est sortie en tant que premier single japonais d'EXO par Avex Trax le 4 novembre 2015. Celui-ci figure dans leur premier album japonais Countdown.

## Sortie et promotion
Après le retrait de Tao des activités du groupe, EXO a fait son retour avec ses 9 membres restants avec 9 membres le 3 juin 2015 avec une réédition de leur dernier album. Les clips de "Love Me Right" sont mises en ligne le jour de la sortie de l'album. Le groupe a commencé à promouvoir la chanson sur les plateaux des émissions musicales sud-coréennes le lendemain de la sortie de l'opus. Un autre clip montre le groupe dans leur salle d'entraînement, répétant la chorégraphie de la chanson, a été mise en ligne en guise de cadeau par l'agence, car le clip original avait franchi la barre des vingt millions de vues. Ils ont également ajouté la chanson au programme de leur deuxième tournée « EXO'luXion » à partir du concert à Taipei le 12 juin 2015. Le clip-vidéo de la version coréenne est devenu la neuvième vidéo de musique K-pop la plus regardée sur YouTube en 2015. La chanson a notamment été joué lors de leur troisième tournée « EXO'rDIUM ».
Le 26 octobre 2018, « Love Me Right » devient le septième clip musical à atteindre les 100 millions de vues après « 중독 (Overdose) », « 으르렁 (Growl) », « Call Me Baby », « Monster », « 늑대와 미녀 (Wolf) » et « Ko Ko Bop ».

## Accueil
"Love Me Right" est arrivé en tête du Gaon Chart en Corée du Sud et a atteint la troisième place sur le Billboard World Digital Songs,. La chanson a remporté la première place 11 fois au total dans les émissions musicales sud-coréennes.

## Version japonaise de Love Me Right
Le 30 août 2015, lors de leur prestation au festival “a-nation” à Tokyo, les membres d'EXO ont surpris leurs fans en annonçant la sortie imminente de leur premier titre nippon. Le lendemain, SM Entertainment confirme officiellement l’information et a annoncé que le groupe sortirait leur premier single au Japon le 4 novembre. Le single a été révélé plus tard être la version japonaise de "Love Me Right", ré-intitulé pour l'occasion "Love Me Right ~ Romantic Universe ~" (ラブ・ミー・ライト・ロマンティック・ユニバース). Le jour de sa sortie, le single a été vendu au total à 147 000 exemplaires et a été en tête de l'Oricon Chart, battant ainsi tous les records d’opus vendus au Japon par un artiste coréen. Le single est sorti plus tard en Corée du Sud le 18 novembre 2015.
| Love Me Right ~Romantic Universe~ | Love Me Right ~Romantic Universe~              | Love Me Right ~Romantic Universe~                                      | Love Me Right ~Romantic Universe~                         | Love Me Right ~Romantic Universe~ | Love Me Right ~Romantic Universe~ | Love Me Right ~Romantic Universe~ | Love Me Right ~Romantic Universe~ | Love Me Right ~Romantic Universe~ | Love Me Right ~Romantic Universe~ |
| No                                | Titre                                          | Auteur                                                                 | Producteur(s)                                             | Durée                             |                                   |                                   |                                   |                                   |                                   |
| --------------------------------- | ---------------------------------------------- | ---------------------------------------------------------------------- | --------------------------------------------------------- | --------------------------------- | --------------------------------- | --------------------------------- | --------------------------------- | --------------------------------- | --------------------------------- |
| 1.                                | Love Me Right ~Romantic Universe~              | Oh Yoo-won, Kim Dong-hyun, Sara Sakurai                                | Denzil "DR" Remedios, Nermin Harambasic                   | 3:24                              |                                   |                                   |                                   |                                   |                                   |
| 2.                                | Drop That                                      | MQ (BeatBurger), Jae Shim (BeatBurger), Hidenori Tanaka (agehasprings) | Shaun, Jae Shim (BeatBurger), Andreas Öberg, Maria Marcus | 3:35                              |                                   |                                   |                                   |                                   |                                   |
| 3.                                | Love Me Right ~Romantic Universe~ (Less Vocal) |                                                                        | Denzil "DR" Remedios, Nermin Harambasic                   | 3:24                              |                                   |                                   |                                   |                                   |                                   |
| 4.                                | Drop That (Less Vocal)                         |                                                                        | Shaun, Jae Shim (BeatBurger), Andreas Öberg, Maria Marcus | 3:35                              |                                   |                                   |                                   |                                   |                                   |
| 13:18                             |                                                |                                                                        |                                                           |                                   |                                   |                                   |                                   |                                   |                                   |

## Classements

### Classements hebdomadaires
| Version coréenne                   |    |
| South Korea (Gaon)                 | 1  |
| Canadian Hot 100 (Billboard)       | 19 |
| US World Digital Songs (Billboard) | 3  |
| Japan Hot 100 (Billboard)          | 33 |
| Version japonaise                  |    |
| Japan (Oricon)                     | 1  |
| Japan Hot 100 (Billboard)          | 1  |

### Classement mensuel
| Classement         | Meilleure position |
| ------------------ | ------------------ |
| South Korea (Gaon) | 2                  |

### Classement annuel
| Classement         | Meilleure position |
| ------------------ | ------------------ |
| South Korea (Gaon) | 40                 |

## Ventes
| Version coréenne       |           |
| South Korea (Gaon)     | 1 142 627 |
| United States (iTunes) | 2 000     |
| Version japonaise      |           |
| Japan (Oricon)         | 195 622   |
| South Korea (Gaon)     | 11 469    |

### Streaming
| Version coréenne   |            |
| South Korea (Gaon) | 49 034 422 |

## Certification
| Pays         | Certification | Unités certifiés / Ventes |
| ------------ | ------------- | ------------------------- |
| Japan (RIAJ) | Platine       | 250 000                   |

## Programmes de classements musicaux
| Programme                 | Date         |
| ------------------------- | ------------ |
| Show Champion (MBC Music) | 10 juin 2015 |
| Show Champion (MBC Music) | 17 juin 2015 |
| Show Champion (MBC Music) | 24 juin 2015 |
| Music Bank (KBS)          | 12 juin 2015 |
| Music Bank (KBS)          | 19 juin 2015 |
| Show! Music Core (MBC)    | 13 juin 2015 |
| Show! Music Core (MBC)    | 20 juin 2015 |
| Show! Music Core (MBC)    | 27 juin 2015 |
| The Show (SBS MTV)        | 16 juin 2015 |
| M Countdown (Mnet)        | 18 juin 2015 |
| Inkigayo (SBS)            | 21 juin 2015 |

## Historique de sortie
| Pays                         | Date             | Format                    | Label            |
| ---------------------------- | ---------------- | ------------------------- | ---------------- |
| Version coréenne et chinoise |                  |                           |                  |
| Monde entier                 | 3 juin 2015      | Téléchargement légal      | SM Entertainment |
| Version japonaise            |                  |                           |                  |
| Japon                        | 4 novembre 2015  | CD, téléchargement légal  | Avex Trax        |
| Monde entier                 | 4 novembre 2015  | Téléchargement légal      | Avex Trax        |
| Corée du Sud                 | 18 novembre 2015 | CD , téléchargement légal | Avex Trax        |